# Isabella Moore
Isabella Mary „Belle” Moore, po mężu Cameron (ur. 23 października 1894 w Glasgow, zm. 7 marca 1975 w Baltimore) – szkocka pływaczka reprezentująca Wielką Brytanię, złota medalistka igrzysk olimpijskich (1912).

## Kariera pływacka
Reprezentowała Premier Clau w Glasgow, w którego barwach zdobyła mistrzostwo Szkocji i tytuł rekordzistki kraju.
W wieku 17 lat i 226 dni, Moore wystartowała na pierwszej zmianie brytyjskiej sztafety 4 × 100 m stylem dowolnym podczas Letnich Igrzysk Olimpijskich w Sztokholmie w 1912 roku. Czasem 5:52,8 ekipa Brytyjek zdobyła złoty medal i ustanowiła nowy rekord świata. Tym samym Moore stała się najmłodsza brytyjską mistrzynią olimpijską w historii.
Poza startem w sztafecie, Moore brała również udział w rywalizacji na dystansie 100 metrów stylem dowolnym, gdzie dotarła do fazy półfinałowej.